# Wasserarbeit

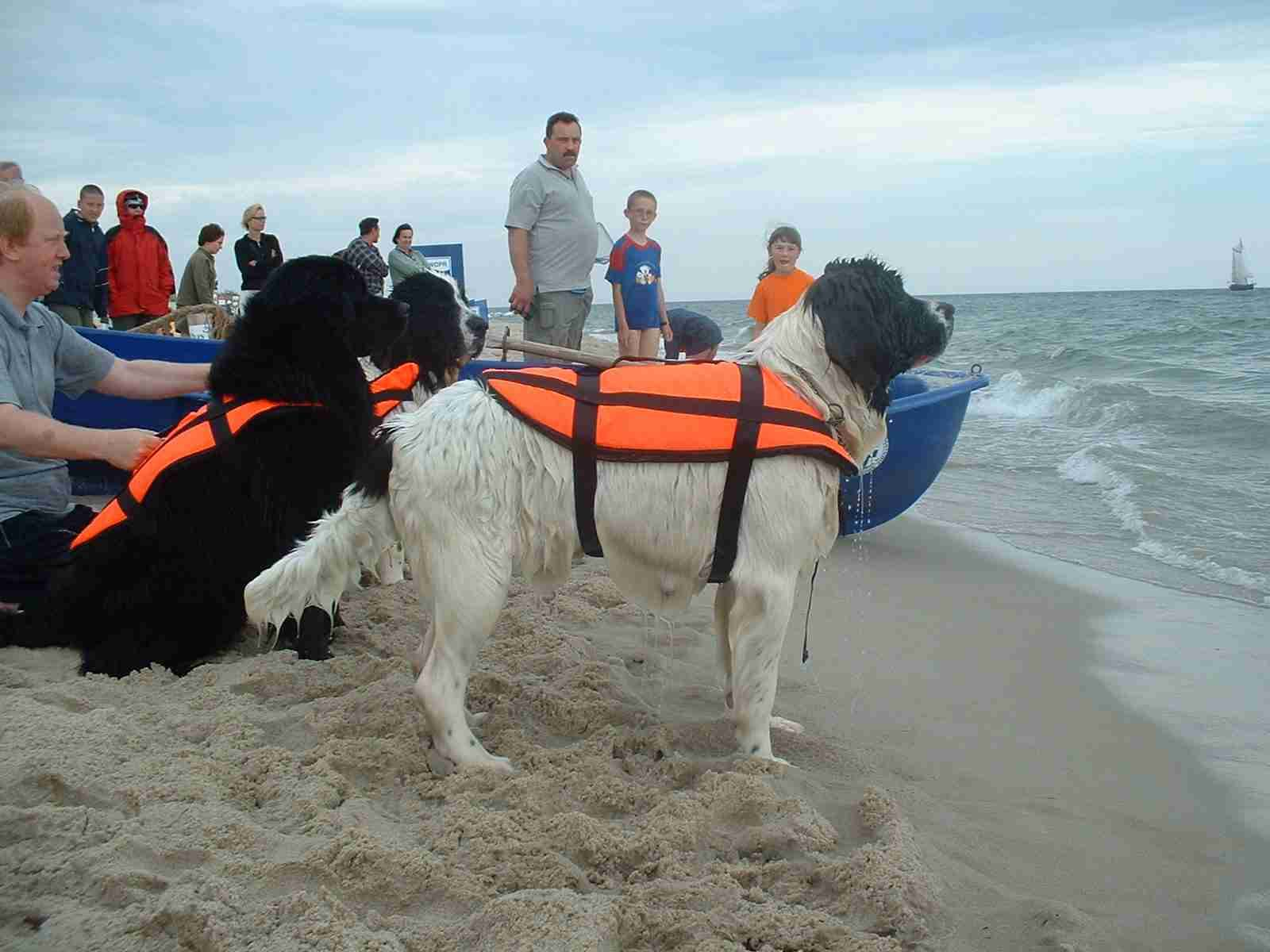
Landseer und Neufundländer bei der Wasserarbeit

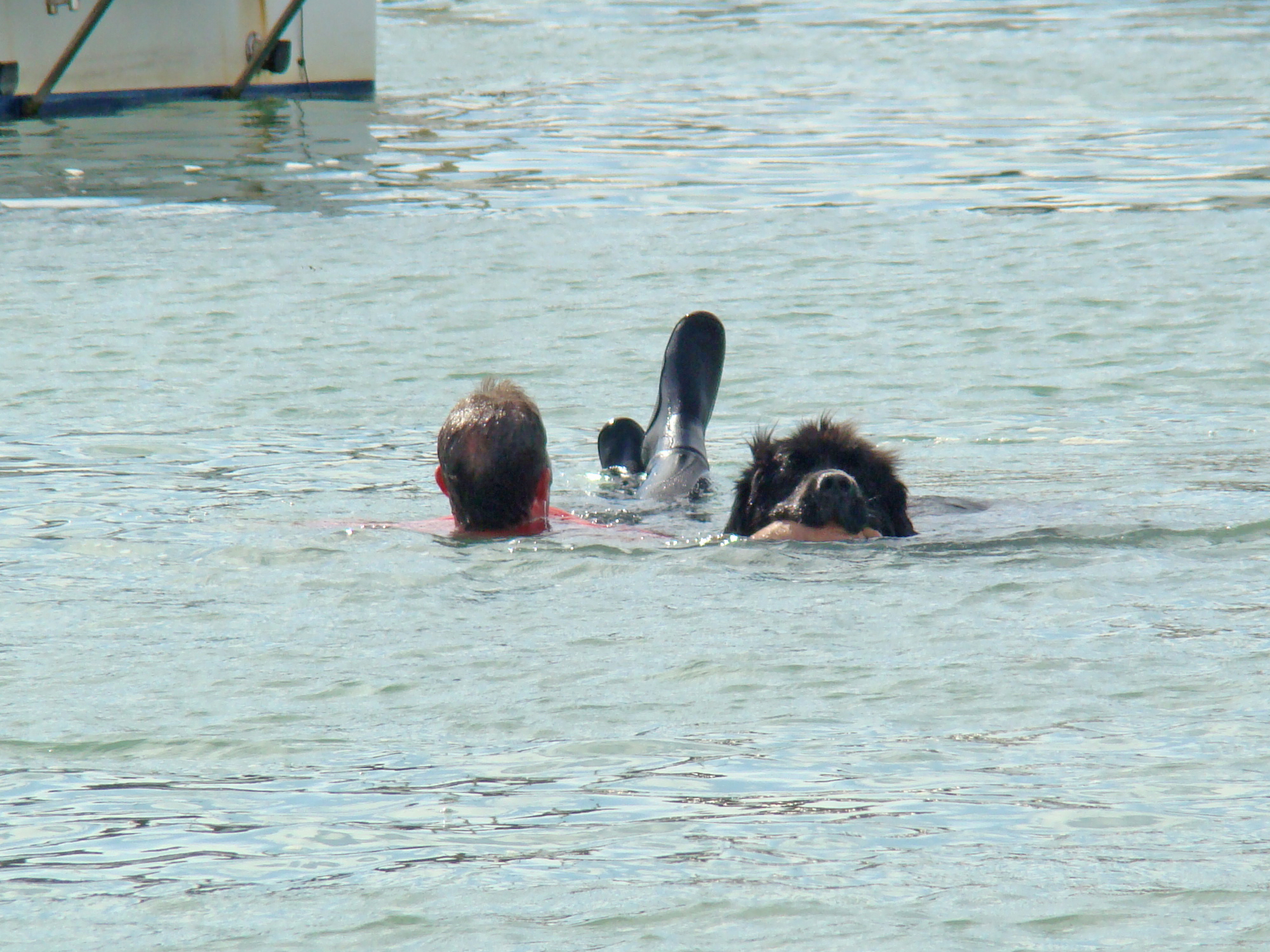
Neufundländer bei einer Wasserrettungsübung

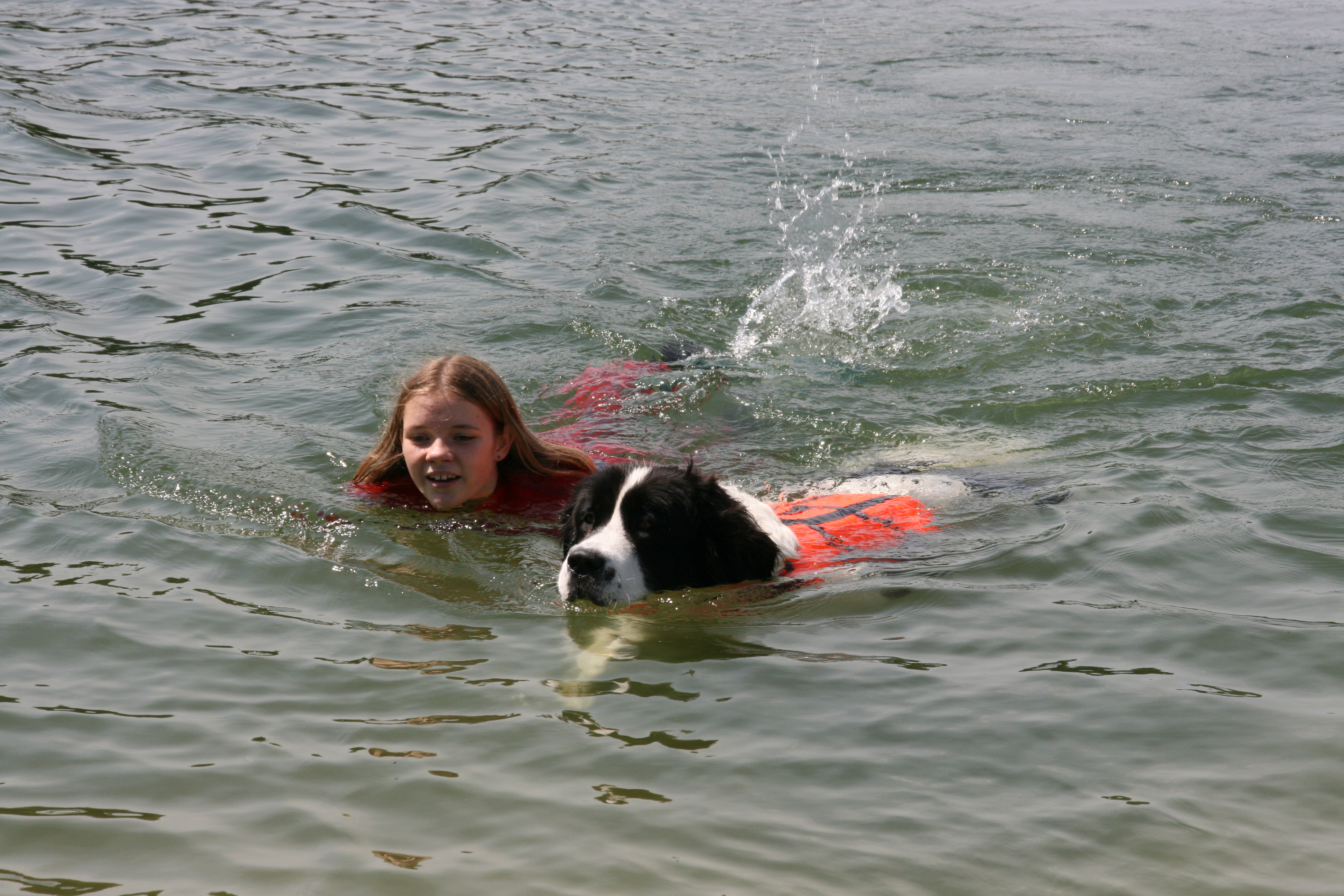
Teamschwimmen

Die Wasserarbeit ist in unterschiedlichen Formen ein Bestandteil der Ausbildung von Rettungshunden und Jagdhunden. Sie wird heute auch wettkampfmäßig als Hundesport betrieben.

## Wasserarbeit als Hundesport
Bei der Wasserarbeit als Hundesport muss ein Hund Gegenstände aus dem Wasser apportieren und diese zu einer Person oder einem Boot bringen. Weitere Übungen sind zum Beispiel „hilflose“ Personen an Land oder zu einem Boot zu bringen. Die Hunde müssen bei der Wasserarbeit ihre Kondition beim Schwimmen beweisen. Neben den Übungen im Wasser gehört auch die Landarbeit in Form von Unterordnung zur Wasserarbeit.

### Besonders geeignete Hunderassen
Besonders die Hunderassen Neufundländer, Landseer, Golden Retriever, Labrador, Leonberger und Polski Owczarek Podhalanski und andere Wasserhunde sind für die Wasserarbeit geeignet.

### Organisationen
In Nordamerika werden Arbeitsprüfungen in Wasserarbeit seit 1972 angeboten. Für die meisten europäischen Länder ist die Fédération Cynologique Internationale (FCI) ausschlaggebend. Für internationale Prüfungen innerhalb der FCI ist in Deutschland der Verband für das Deutsche Hundewesen (VDH) zuständig. Seit 2012 ist die Wasserarbeit im Deutschen Verband der Gebrauchshundsportvereine (DVG) als Hundesportart anerkannt. Die Wasserarbeit gehört zum Rettungshundesport, jedoch nicht zur Arbeit und Ausbildung der Rettungshunde.

### Wasserarbeitsprüfungen
Jedes Land hat eigene Prüfungsordnungen, die weitgehend identisch sind. Zur Voraussetzung einer Teilnahme von Wasserarbeitsprüfungen gehört ein Wasserarbeitsbuch. Dieses Wasserarbeitsbuch stellt in Deutschland der DVG aus. In das Wasserarbeitsbuch werden alle nationalen und internationalen von der FCI anerkannten Wasserarbeitsprüfungen eingetragen.
Die Wasserarbeitsprüfungen des DVG gliedern sich in Wasserarbeitsdiplome A, B, C, D. Zusätzlich kann ein Teamrettungs-Diplom erworben werden. Diese Diplome ersetzen jedoch nicht die Prüfungen für den Rettungshund für Wasserrettung. Die genauen Beschreibungen können dem Regelwerk des DVG entnommen werden.

#### Wasserarbeitsdiplom A
- Bodenarbeit
- Dummy apportieren
- Surfbrett apportieren

#### Wasserarbeitsdiplom B
- Bodenarbeit
- Puppe bergen
- Boot holen

#### Wasserarbeitsdiplom C
- Rettungsring bringen
- Paddel apportieren
- Bergen von Personen in Not
- bergen von bewusstloser Person
- Bergen eines Bootes

#### Wasserarbeitsdiplom D
- Bergen eines Ertrinkenden mit Rettungsring
- Verschiedene Aufgaben, bei denen ein Boot geborgen wird
- Bergen von zwei Personen
- Apportieren
- Boot ziehen
- Paddel zu einem Boot bringen

#### Teamrettungs-Diplom
- Allgemeinverhalten am Land
- Distanzschwimmen
- Allgemeinverhalten im Wasser und Teamschwimmen
- Bergen eines Ertrinkenden

## Wasserarbeit mit Rettungshunden
→Siehe dazu Rettungshund#Wasserrettung

## Wasserarbeit mit Jagdhunden
→ Siehe dazu auch Wasserhund

### Wasserarbeit bei der Brauchbarkeitsprüfung für Jagdhunde
Jagdhunde werden auch bei der Jagd auf Wasserwild eingesetzt. Um sie auf diese Aufgabe vorzubereiten, werden sie entsprechend ausgebildet und müssen im Rahmen der Brauchbarkeitsprüfung eine Prüfung in der Wasserarbeit ablegen. Dabei kommen teils lebende Enten zum Einsatz, was umstritten ist.

### Wasserarbeit mit Dachshunden
Bei Dachshunden ist Wasserarbeit ein Bestandteil der Ausbildung zum Gebrauchshund. Eine Prüfungsordnung (PO) für ein internationales Arbeitschampionat (CACIT) bei der FCI liegt als Entwurf vor.

### Wasserarbeit bei den Field Trials der Retriever
Für Hunde von Retriever-Rassen gibt es Arbeitsprüfungen im Felde (Field Trials). Bestandteil dieser Prüfungen ist ebenfalls eine Wasserarbeit.